# Намир (покрајина)
Провинција Намир (фр. Province de Namur) је једна од пет провинција белгијског региона Валоније. Налази се на југу земље. 
Почетком 2008. провинција је имала 465.380 житеља. Становништво говори француски језик. Главни град провинције и уједно главни град Валоније је град Намир. 
Историјска Грофивија Намир првобитно је припадала Светом римском царству, па затим Бургундији и Хабзбурзима. Око овог подручја су се сукобљавале Француска, Холандија, шпански и аустријски Хабзбурзи.